# Salvatore Bruno
Salvatore Bruno (Napoli, 9 novembre 1979) è un allenatore di calcio ed ex calciatore italiano, di ruolo attaccante, collaboratore tecnico del Monza.
Con 98 reti all'attivo (oltre ad un'ulteriore rete segnata nei play-out) è al ventunesimo posto come marcatore più prolifico della Serie B.

## Biografia
Nativo di Napoli, può essere considerato piacentino d'adozione avendo la residenza a Rottofreno (PC) mentre la moglie è originaria di Pianello (PC).

## Carriera

### Giocatore

#### Gli inizi
Cresce nel Napoli, con cui debutta in Serie A poco più che diciottenne nella stagione 1997-1998, quella della retrocessione dei partenopei. Il suo esordio avviene grazie al mister Giovanni Galeone che il 18 gennaio 1998 lo fa esordire titolare in Napoli-Brescia (0-3). Quell'anno scenderà in campo altre 2 volte. La stagione successiva passa alla Fermana, in Serie C1, dove riesce a ritagliarsi un buon spazio (29 gare, 5 reti) in un'annata storica per i gialloblu che conquistano la promozione in serie B.

#### L'approdo al Chievo Verona ed i vari prestiti
Nella stagione 1999-2000 il giocatore diventa di proprietà del Chievo, la società veronese lo ha praticamente sempre ceduto in prestito ad altri club. Dopo aver collezionato 2 presenze con i gialloblù ad inizio stagione, a settembre 1999 passa alla Cremonese, in Serie C1. Scende in campo 26 volte mettendo a segno 3 reti. L'annata 2000-2001 lo vede diviso tra la SPAL, con la quale gioca fino a gennaio (13 presenze, 2 reti), e l'Alzano Virescit, dove gioca nel primo semestre del 2001 con 13 presenze e 2 reti.
La stagione 2001-2002 è l'ultima di Bruno in Serie C1. Con l'Ascoli segna 15 reti in 32 presenze e risulta fondamentale per la promozione dei bianconeri in Serie B. L'anno successivo rimane ai bianconeri in cadetteria, giocando 33 partite con 10 reti.
Nell'estate 2003 il Chievo decide ancora una volta di non puntare sul giocatore, e lo presta all'Ancona. Con i marchigiani ritrova la Serie A a più di cinque anni dal suo debutto nella massima serie. Qui calca il campo 8 volte senza mai andare a segno. A gennaio 2004 passa al Bari, in Serie B. Con i galletti segna 5 gol in 19 partite di campionato.
Anche nella stagione successiva, quella 2004-2005 milita in due squadre distinte: inizia con il Catania (16 presenze e 2 gol), per poi passare, a gennaio 2005, al Torino, con 14 presenze e 3 reti in Serie B.
Tra agosto 2005 e giugno 2006 disputa il campionato di Serie B nel Brescia. In Lombardia ritrova un buon numero di gol (13, in 37 partite).
Nella stagione 2006-2007 il Chievo decide, inizialmente, di tenere nella propria rosa il giocatore. Bruno, tuttavia, viene utilizzato poco in campionato, trovando più spazio tra Coppa UEFA e Coppa Italia.

#### Gli anni al Modena
Nel gennaio 2007 viene acquistato in comproprietà dal Modena, che disputa il campionato cadetto e dove resterà anche nelle due stagioni successive. Al termine della stagione 2009-2010 non trova l'accordo con la società emiliana da cui si svincola. Con il Modena, disputa in totale, 125 partite condite da 52 marcature.

#### Il passaggio al Sassuolo
Il 10 agosto 2010 firma con il Sassuolo, che ne annuncia l'ingaggio con un comunicato che appare sul sito della società, ritrovando gli ex compagni di squadra Michele Troiano e Andrea Catellani anch'essi passati al Sassuolo. Il 20 settembre 2010, nel posticipo della 5ª giornata del campionato 2010-2011 contro il L.R. Vicenza segna il suo primo gol con la maglia nero-verde su calcio di rigore da lui stesso procurato. Il 1º novembre 2010 segna la sua prima doppietta, nel posticipo della 12ª giornata contro il Siena, nella rocambolesca vittoria per 4-3. 

#### Juve Stabia
Il 31 luglio 2012 firma un contratto biennale con la Juve Stabia. Il giocatore si era già aggregato in ritiro con compagni dal 26 luglio. Esordisce con le vespe il 12 agosto contro il Frosinone (vittoria per 3-0) nell'incontro valido per il secondo turno di Coppa Italia, disputando tutta la gara. Debutta in campionato alla prima giornata in Juve Stabia-Livorno (1-3), giocando titolare. La prima rete con i campani arriva alla quinta giornata su calcio di rigore contro il Varese (1-2 per i lombardi).
Il 20 ottobre in Ascoli-Juve Stabia (2-4), riporta lo stiramento al flessore dopo aver segnato la quarta rete dei campani, rimanendo fermo per un mese. Rientra in campo alla sedicesima giornata contro l'Empoli, sostituendo Tomas Danilevičius al 27' della seconda metà di gioco.

#### Ritorno al Modena e passaggio al Real Vicenza
Nell'estate del 2013 ritorna al Modena, dove colleziona 7 presenze ma non riesce a mettere a segno alcun goal. Nel 2014 viene ceduto al Real Vicenza. Con la compagine veneta, realizza sedici reti nel girone A di Lega Pro, diventando capocannoniere del torneo.

#### Il finale di carriera
Il 19 giugno 2015 viene acquistato dalla Giana Erminio, sempre in Lega Pro. Segna il primo gol con la squadra lombarda il 6 settembre 2015, nella prima di campionato contro il Lumezzane.
Nell'estate 2018 passa tra i dilettanti del Rezzato in Serie D. Al termine della stagione 2018-19, rimasto svincolato, partecipa al raduno dei calciatori senza contratto a Coverciano.
Ad agosto 2019 si accasa alla Vigor Carpaneto, sempre in Serie D. Al termine della stagione, passa all'Agazzanese in Eccellenza. Nel settembre del 2020 inizia a frequentare a Coverciano il corso UEFA A per poter allenare le prime squadre fino alla Serie C ed essere allenatori in seconda in Serie A e B.
Nell'ottobre 2021, a seguito del perdurare di problemi fisici che ne limitano il rendimento, annuncia ufficialmente l'addio al calcio giocato.

### Allenatore
Due mesi dopo il ritiro entra nello staff tecnico del Piacenza, agli ordini dell'allenatore Cristiano Scazzola e successivamente di Manuel Scalise, come preparatore degli attaccanti. Nel giugno 2023 torna al Modena dopo nove anni in qualità di collaboratore tecnico, esperienza che si conclude anzitempo ad aprile 2024. Da febbraio a giugno 2025 è collaboratore tecnico al Frosinone per poi passare nello stesso ruolo al Monza al termine della stagione.

## Statistiche

### Presenze e reti nei club
| Stagione             | Squadra              | Campionato           | Campionato | Campionato | Coppe nazionali | Coppe nazionali | Coppe nazionali | Coppe continentali | Coppe continentali | Coppe continentali | Altre coppe | Altre coppe | Altre coppe | Totale | Totale |
| Stagione             | Squadra              | Comp                 | Pres       | Reti       | Comp            | Pres            | Reti            | Comp               | Pres               | Reti               | Comp        | Pres        | Reti        | Pres   | Reti   |
| -------------------- | -------------------- | -------------------- | ---------- | ---------- | --------------- | --------------- | --------------- | ------------------ | ------------------ | ------------------ | ----------- | ----------- | ----------- | ------ | ------ |
| 1997-1998            | Napoli               | A                    | 3          | 0          | CI              | 0               | 0               | -                  | -                  | -                  | -           | -           | -           | 3      | 0      |
| 1998-1999            | Fermana              | C1                   | 29         | 5          | CI-C            | 0               | 0               | -                  | -                  | -                  | -           | -           | -           | 29     | 5      |
| ago.-set. 1999       | Chievo               | B                    | 2          | 0          | CI              | 3               | 0               | -                  | -                  | -                  | -           | -           | -           | 5      | 0      |
| set. 1999-2000       | Cremonese            | C1                   | 26         | 3          | CI+CI-C         | 0+0             | 0               | -                  | -                  | -                  | -           | -           | -           | 26     | 3      |
| 2000-gen. 2001       | SPAL                 | C1                   | 13         | 2          | CI-C            | 0               | 0               | -                  | -                  | -                  | -           | -           | -           | 13     | 2      |
| gen.-giu. 2001       | Alzano Virescit      | C1                   | 13         | 2          | CI+CI-C         | 0+0             | 0               | -                  | -                  | -                  | -           | -           | -           | 13     | 2      |
| 2001-2002            | Ascoli               | C1                   | 32         | 15         | CI+CI-C         | 2+0             | 0               | -                  | -                  | -                  | SL-C1       | 2           | 0           | 36     | 15     |
| 2002-2003            | Ascoli               | B                    | 33         | 10         | CI              | 1               | 0               | -                  | -                  | -                  | -           | -           | -           | 34     | 10     |
| Totale Ascoli        | Totale Ascoli        | Totale Ascoli        | 65         | 25         |                 | 3               | 0               |                    | -                  | -                  |             | 2           | 0           | 70     | 25     |
| 2003-gen. 2004       | Ancona               | A                    | 8          | 0          | CI              | 0               | 0               | -                  | -                  | -                  | -           | -           | -           | 8      | 0      |
| gen.-giu. 2004       | Bari                 | B                    | 19+2       | 5+1        | CI              | 0               | 0               | -                  | -                  | -                  | -           | -           | -           | 21     | 6      |
| 2004-gen. 2005       | Catania              | B                    | 16         | 2          | CI              | 2               | 2               | -                  | -                  | -                  | -           | -           | -           | 18     | 4      |
| gen.-giu. 2005       | Torino               | B                    | 14+2       | 3          | CI              | 0               | 0               | -                  | -                  | -                  | -           | -           | -           | 16     | 3      |
| ago. 2005            | Chievo               | A                    | 0          | 0          | CI              | 1               | 1               | -                  | -                  | -                  | -           | -           | -           | 1      | 1      |
| ago. 2005-2006       | Brescia              | B                    | 37         | 13         | CI              | 1               | 0               | -                  | -                  | -                  | -           | -           | -           | 38     | 13     |
| 2006-gen. 2007       | Chievo               | A                    | 4          | 0          | CI              | 2               | 0               | UCL+CU             | 0+2                | 0                  | -           | -           | -           | 8      | 0      |
| Totale Chievo        | Totale Chievo        | Totale Chievo        | 6          | 0          |                 | 6               | 1               |                    | 2                  | 0                  |             | -           | -           | 14     | 1      |
| gen.-giu. 2007       | Modena               | B                    | 17         | 3          | CI              | 0               | 0               | -                  | -                  | -                  | -           | -           | -           | 17     | 3      |
| 2007-2008            | Modena               | B                    | 36         | 18         | CI              | 1               | 1               | -                  | -                  | -                  | -           | -           | -           | 37     | 19     |
| 2008-2009            | Modena               | B                    | 37         | 18         | CI              | 2               | 1               | -                  | -                  | -                  | -           | -           | -           | 39     | 19     |
| 2009-2010            | Modena               | B                    | 32         | 11         | CI              | 0               | 0               | -                  | -                  | -                  | -           | -           | -           | 32     | 11     |
| 2010-2011            | Sassuolo             | B                    | 22         | 6          | CI              | 1               | 1               | -                  | -                  | -                  | -           | -           | -           | 23     | 7      |
| 2011-2012            | Sassuolo             | B                    | 12         | 2          | CI              | 0               | 0               | -                  | -                  | -                  | -           | -           | -           | 12     | 2      |
| Totale Sassuolo      | Totale Sassuolo      | Totale Sassuolo      | 34         | 8          |                 | 1               | 1               |                    | -                  | -                  |             | -           | -           | 35     | 9      |
| 2012-2013            | Juve Stabia          | B                    | 26         | 7          | CI              | 3               | 0               | -                  | -                  | -                  | -           | -           | -           | 29     | 7      |
| 2013-2014            | Modena               | B                    | 7          | 0          | CI              | 0               | 0               | -                  | -                  | -                  | -           | -           | -           | 7      | 0      |
| Totale Modena        | Totale Modena        | Totale Modena        | 129        | 50         |                 | 3               | 2               |                    | -                  | -                  |             | -           | -           | 132    | 52     |
| 2014-2015            | Real Vicenza         | LP                   | 33         | 16         | CI-LP           | 2               | 3               | -                  | -                  | -                  | -           | -           | -           | 35     | 19     |
| 2015-2016            | Giana Erminio        | LP                   | 27         | 10         | CI-LP           | 2               | 3               | -                  | -                  | -                  | -           | -           | -           | 29     | 13     |
| 2016-2017            | Giana Erminio        | LP                   | 34+3       | 17+1       | CI-LP           | 3               | 3               | -                  | -                  | -                  | -           | -           | -           | 40     | 21     |
| 2017-2018            | Giana Erminio        | C                    | 31+1       | 14         | CI+CI-C         | 0+0             | 0               | -                  | -                  | -                  | -           | -           | -           | 32     | 14     |
| Totale Giana Erminio | Totale Giana Erminio | Totale Giana Erminio | 92+4       | 41+1       |                 | 5               | 6               |                    | -                  | -                  |             | -           | -           | 101    | 48     |
| 2018-2019            | Rezzato              | D                    | 29         | 7          | CI+CI-D         | 2+1             | 1+2             | -                  | -                  | -                  | -           | -           | -           | 32     | 10     |
| 2019-2020            | Vigor Carpaneto      | D                    | 22         | 8          | CI-D            | 2               | 0               | -                  | -                  | -                  | -           | -           | -           | 24     | 8      |
| 2020-2021            | Agazzanese           | Ecc.                 | 0          | 0          | CI-Ecc.+CI-Dil. | 2+0             | 0               | -                  | -                  | -                  | -           | -           | -           | 2      | 0      |
| 2021-2022            | Agazzanese           | Ecc.                 | 4          | 1          | CI-Ecc.+CI-Dil. | 0+1             | 0+1             |                    |                    |                    |             |             |             | 5      | 2      |
| Totale Agazzanese    | Totale Agazzanese    | Totale Agazzanese    | 4          | 1          |                 | 3               | 1               |                    | -                  | -                  |             | -           | -           | 7      | 2      |
| Totale carriera      | Totale carriera      | Totale carriera      | 620+8      | 198+2      |                 | 35              | 19              |                    | 2                  | 0                  |             | 2           | 0           | 664    | 219    |

## Palmarès

### Club
- Campionato italiano Serie C1: 2

Fermana: 1998-1999
Ascoli: 2001-2002
- Supercoppa di Lega Serie C1: 1

Ascoli: 2002

### Individuale
- Capocannoniere della Lega Pro: 1

2014-2015 (girone A; 16 gol)
- Capocannoniere della Coppa Italia Lega Pro: 1

2014-2015